# Martin Anton Delrio
Martin Anton Delrio SJ, lateinisch Martinus Antonius Delrius, spanisch Martín Antonio del Río, französisch Martin Antoine del Rio (* 17. Mai 1551 in Antwerpen; † 19. Oktober 1608 in Löwen) war ein spanisch-niederländischer Autor der Gegenreformation und Jesuit, der insbesondere als Hexentheoretiker hervortrat. Ab 1578 war er Vizekanzler der spanischen Niederlande.

## Leben
Martin Anton Delrio wurde 1551 als Sohn des spanischen Edelmannes Antoine del Rio aus Kantabrien und seiner Frau Eléanore Lopez de Villanova in Antwerpen geboren, das damals zu den spanischen Niederlanden gehörte. Michel de Montaigne war mütterlicherseits ein Cousin. Schon früh zeigte sich seine außergewöhnliche Begabung, vor allem auf dem Gebiet der Sprachen. Er lernte nicht nur die alten Sprachen Latein, Griechisch, Hebräisch und Chaldäisch, eine Variante des Aramäischen, sondern beherrschte auch das Flämische, Spanische, Italienische und Deutsche.
Er studierte zunächst an dem 1564 von Jesuiten gegründeten Collège de Clermont in Paris bei Johannes Maldonatus Rhetorik und Philosophie und erwarb dort den Grad eines Magisters der Philosophie, bevor er sich an der 1562 gegründeten Universität Douai, dann an der 1425 gegründeten Universität Löwen dem Studium der Rechtswissenschaften widmete, das er mit dem Baccalauréat abschloss. Er setzte dieses Studium an der 1218 gegründeten Universität Salamanca, einer der ältesten Universitäten Europas, fort und wurde dort 1574 in diesem Fach promoviert.
Nach der Berufung durch den spanischen König Philipp II. war er von 1575 an Senator im Regierungskollegium des Herzogtums Brabant. Bereits 1577 wurde er Generalauditor der Armee, dann Vizekanzler und schließlich Generalprokurator.
Im Jahr 1580 legte er jedoch alle öffentlichen Ämter nieder, ging nach Spanien und trat dort am 9. Mai desselben Jahres in Valladolid in den Jesuitenorden ein. Der Orden schickte ihn jedoch zum Theologiestudium wieder zurück nach Löwen, später an die Universität Mainz.
Von 1589 bis 1604 wirkte er als Professor der Philosophie, Moraltheologie und der Heiligen Schrift an den jesuitischen Lehranstalten in Douai, Löwen und Graz, allesamt Zentren der katholischen Gegenreformation. Er starb 1608 in Löwen.
Als Wahlspruch hatte er den Ausspruch des von ihm verehrten Philosophen Sokrates Errare, hominis esse … („Irren ist menschlich“) nach dem Trikolon errata corrigere, superflua abscindere, recta cohartare („Irriges berichtigen, Überflüssiges beschneiden, Richtiges erzwingen“) in der Admonitio generalis Karls des Großen in die Forderung Scientis, errata corrigere („Irrtümer zu berichtigen, ist Aufgabe des Wissenden“) umgewandelt.
Der flämische Humanist Justus Lipsius nannte ihn miraculum nostri aevi („das Wunder unseres Jahrhunderts“), Voltaire dagegen den procureur général de Belzébuth. Joseph Justus Scaliger urteilte über ihn: Delrio au prix de moy ne sçait rien /... /. Il est ignorant, ne fait qu’amasser. Der französische Historiker Robert Muchembled sah in ihm den führenden Betreiber der Hexenjagd in den südlichen Niederlanden.

## Schriften (Auswahl)

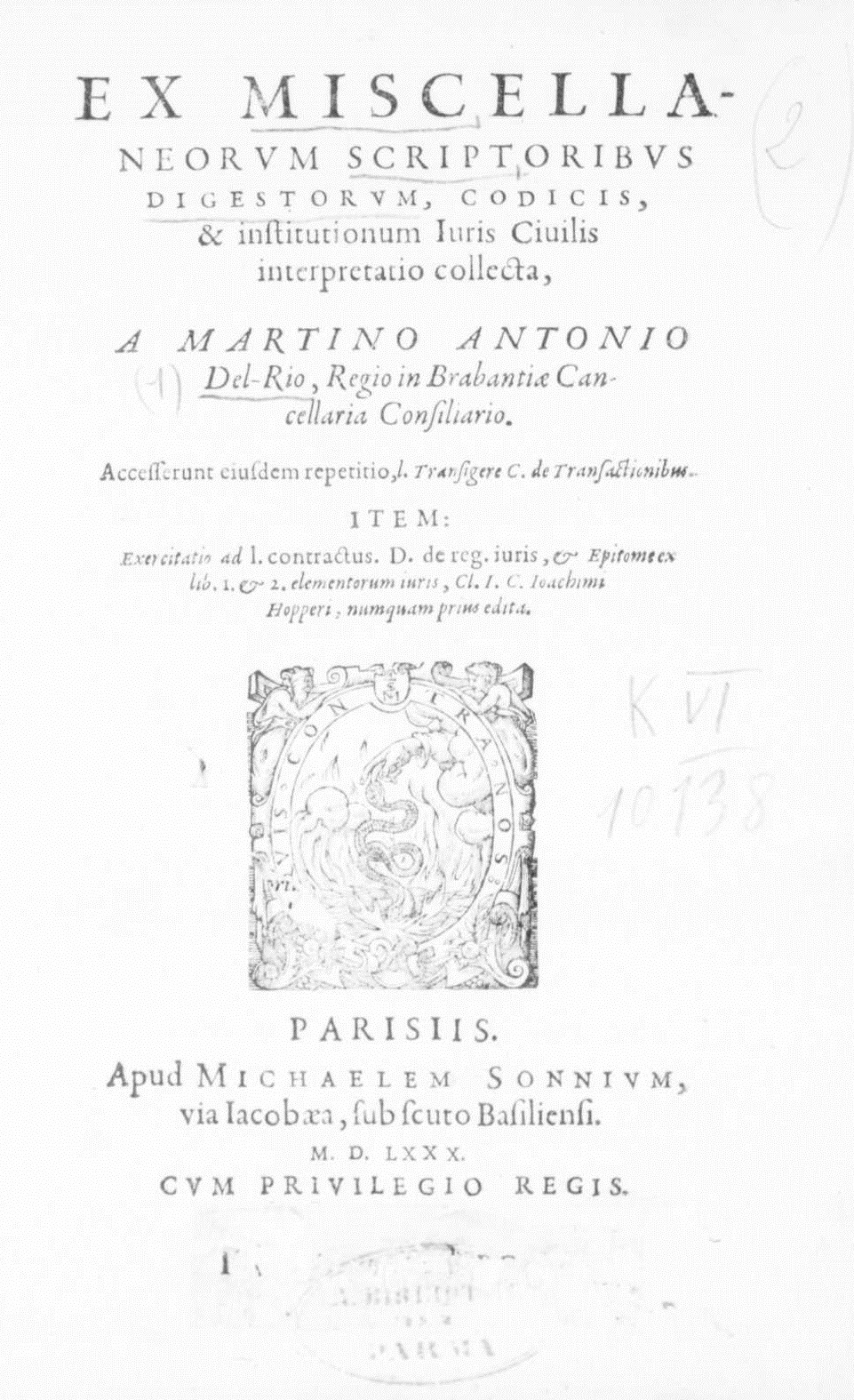
Ex miscellaneorum scriptoribus digestorum, codicis et institutionum iuris civilis interpretatio, 1580

In der ersten Phase seiner schriftstellerischen Tätigkeit, in seiner Studienzeit, trat Delrio mit philologischen Arbeiten hervor. Zunächst verfasste er Scholien und gelehrte Anmerkungen (notae) zur Epitome des Livius und zur paradoxographischen Schrift des Solinus (1571); es folgten eine textkritische Ausgabe und ein textkritischer Kommentar zu Solinus (1572), notae zu den Werken des Claudian (1572) und Adversarien zu den Tragödien des Seneca (1576).
Im Jahr seines Eintritts in den Jesuitenorden (1580) veröffentlichte er als Ergebnis seines Jurastudiums eine Schrift zum Bürgerlichen Recht (1580).
Erst während seiner theologischen Professur erscheint das Syntagma Tragœdiæ Latinæ, eine Sammlung der Fragmente der römischen Tragödie mitsamt einer Edition der Tragödien des Seneca, bei weitem sein philologisch bedeutsamstes Werk (1593 in erster Auflage; postum in zweiter Auflage 1620). Es ist in engem Zusammenhang mit dem gegenreformatorischen Jesuitentheater zu sehen, welches durch das Konzil von Trient (1545–1563) beflügelt wurde.
Delrios Hauptwerk sind die Disquisitionum magicarum libri sex und befasst sich mit der Magie. Dieser „Hexentraktat“ wurde von 1599 bis 1600 in drei Teilen gedruckt. Obwohl das Werk über 20 Auflagen erlebte (der letzte Nachdruck wurde 1755 in Köln veranstaltet), beschränkte sich seine Wirkung auf den des Lateinischen mächtigen Teil der Gesellschaft, insbesondere den Klerus. 1611 erschien eine französische Übersetzung. Delrio lieferte mit dieser Schrift ein annähernd umfassendes Kompendium aller wichtigen, bisher erschienenen Hexentraktate, darunter der Hexenhammer und das Werk von Jean Bodin. Damit lieferte er seinen Lesern zugleich ein umfassendes Bild der Entwicklung der Hexenlehre und des Dämonenglaubens. Der Glaube an Besessenheit und die Notwendigkeit von Teufelsaustreibungen sind für ihn wichtige Bestandteile der christlichen Lehre. Dabei betont er, dass er sich keinerlei Art von Zauberei ohne Ketzerei vorstellen kann. Somit stellte auch die Weiße Magie für ihn ein verfolgungswürdiges Verbrechen dar.
Delrio unterscheidet in seiner Schrift die magia naturalis („natürliche Magie“) von der magia daemoniaca, welchen er die magia artificiosa („kunstfertige Magie“) zur Seite stellt. Die natürliche und die kunstfertige Magie sind für ihn gefährliche Spielarten der von, als Gefährten des Teufels mit den Magiern paktierenden Dämonen beherrschten magia diabolica.
Nach einem einführenden Prolog, in dem Delrio die Nützlichkeit seines Traktates betont, gibt er folgende Übersicht über den Inhalt der sechs Bücher:
| Lib. I. De Magia generatim, & de Naturali, Artificiali, & Praestigiatrice agitur. | Buch I: Über die Zauberei im allgemeinen und über die natürliche, künstliche und vorgaukelnde |
| Lib. II. De Magia Daemoniaca & eius efficacitate.                                 | Buch II: Über die dämonische Zauberei und ihre Wirksamkeit                                    |
| Lib. III. De Maleficio & vana observatione.                                       | Buch III: Über den Schadenzauber und den Aberglauben                                          |
| Lib. IV. De Prophetia, Divinatione, & Coniectatione.                              | Buch IV: Über die Prophezeiung, die Weissagung und ihre Deutung                               |
| Lib. V. De Iudicis officio & ordine iudiciario in hoc crimine.                    | Buch V: Über die Aufgabe des Richters und die Gerichtsordnung bei diesem Verbrechen           |
| Lib. VI. De officio Confessarii, ac remediis licitis & illicitis.                 | Buch VI: Über die Aufgabe des Beichtvaters und die erlaubten und verbotenen Heilmittel        |

Delrio verstand dieses Werk als eine Art Handbuch für Richter. Deshalb geht er bei der Darstellung nach folgendem Schema vor:
- Beschreibung eines typischen Hexenverbrechens
- Veranschaulichung durch ein „historisch“ nachgewiesenes Fallbeispiel (meist einem der Werke seiner Vorgänger entnommen)
- Schlussfolgerung aus den vorangegangenen Punkten, dass es sich um einen Fall des Zaubereiunwesens handele und dass die Beklagte als Hexe überführt werden müsse
- Forderung nach Befragung der Angeklagten – und zwar so lange bis das Geständnis erfolgt, wenn nötig unter Anwendung der Folter
- Betonung, dass das erfolgte Geständnis nicht nur ein Beweis für die Gültigkeit der Hexenlehre sei, sondern auch zeige, dass hier zu Recht das Inquisitionsverfahren mit Anwendung der Folter erfolgt ist.

Dieses Beweisverfahren veranlasste den Hexenverfolgungsgegner Christian Thomasius, folgendes Bild von Delrios Traktat aufzustellen:

„Anno 1599 hat der Martinus Delrio ein Jurist sechs Bücher geschrieben von der Zauberey, worinn er als ein sehr belesener Mann, alle Fabeln zusammen gebracht, und weil er nach Art der Scolastiker disputiert, hat er mit desto größerem Nachdruck die persuasion von dem pacte derer bösen Geister mit denen Hexen, und von dem Glauben welchen man den Bekänntnüssen deren Hexen beylegen müssen, denen Leuten beygebracht. Denn weil er gesehen, so führet er solche Scribenten noch zum Überfluß an.“

Delrios Traktat war eines der Bücher, die in den Hexenprozessen von Salem von 1692 verwendet wurden.
Des Weiteren hatte Delrio bereits 1598 eine Ausgabe von dreizehn Marien-Panegyrici erstellt, eine Textausgabe des Commonitorium (Mahnschrift) des S. Orientius (1600, in zweiter Auflage 1604) und einen Kommentar zum Canticum Canticorum (1604) sowie eine historische Schrift, die Chronik über Don Juan de Austria und den Krieg in den Niederlanden (1576–1578) (1601).
In seinen letzten Lebensjahren veröffentlichte er eine Variorum-Edition der Res Romanae des Lucius Annaeus Florus (1606), eine Auseinandersetzung mit Joseph Justus Scaliger über die Identität des Dionysius Areopagita (1607) sowie einen Kommentar zu den Klagen des Jeremias im Todesjahr (1608).
Postum erschienen unter dem Pseudonym Rolando Mirteo 1611 eine Geschichte Belgiens, die Adagialia von 1612, eine Sammlung von sprichwörtlichen Redensarten des Alten und des Neuen Testaments und deren zweite Auflage 1614–1618 sowie die zweite Auflage des Syntagma Tragœdiæ Latinæ 1620 und die Disquisitionum et Responsionum magicarum Libri Quatuor 1625. Betreiber seines literarischen Nachlasses waren wohl Mitglieder des Jesuitenordens. Eine Biographie wurde 1609 von Hermann Langevelt herausgegeben.
Delrio trat vor allem als Philologe hervor, sowohl der antiken profanen als auch biblischer und christlicher Literatur. Daneben verfasste er historiographische und juristische Werke. Auch die Mehrzahl seiner theologischen Schriften sind ihrer Natur nach philologische Arbeiten und Kompilationen. Als seine bedeutsamsten Werke sind philologischerseits das Syntagma Tragœdiæ Latinæ und theologischerseits die Disquisitionum magicarum libri sex anzusehen.

## Bibliographische Angaben zu den Schriften
- Brevia Delrii in epitomen Livii scholia prodierunt cum ejus notis in Solinum. Ex officina Christoffel Plantijn, Antwerpen 1571.
- C. Iulii Solini Polyhistor a Martino Antonio Delrio emendatus. Christoffel Plantijn, Antwerpen 1572.[5]
  - Martini Antonii Delrio in Solini Polyhistorem castigationes. Christoffel Plantijn, Antwerpen 1572.
- Ad Claudiani opera Martini Antonii Del-rio notae. Christoffel Plantijn, Antwerpen 1572, Nachdruck ebenda 1585.
  - Wieder abgedruckt in: Claudii Claudiani opera, quae exstant, omnia ad membranarum veterum fidem castigata. Cum notis integris Martini Antonii Delrii, Stephani Claverii, et Thomas Dempsteri, auctioribus Nicolai Heinsii & ineditis Petri Burmanni. Ex officina Schoutenuana. Amsterdam 1760, online.[6]
- Senecae tragoediae. In Senecae tragoedias decem amplissima adversaria quae commentarii loco esse possint. Ex bibl. Martini Antonii Delrio. Christoffel Plantijn, Antwerpen 1576.[7]
- Miscellanea scriptorum ad universum ius civile. Paris 1580.
  - Zweite Auflage: Miscellanea scriptorum ad universum ius civile. Auctiora studio Petri Brissaei. Lyon 1606.
- Martini Antonii Delrii ex Societate Jesu Syntagma Tragoediæ Latinæ in tres partes distinctum.[8]
  - Erste Auflage: Ex officina Plantiniana, apud viduam & Ioannem Moretum. Antwerpen 1593, online.
    - Syntagma Tragoediæ Latinæ. [Enthält: Pars prima.] / Syntagmatis Tragoediæ Latinæ pars secunda, archive.org.
    - Syntagma Tragoediæ Latinæ pars prima, online (es fehlen Titelei und wenige Seiten der Praefatio).
    - Syntagma Tragoediæ Latinæ pars secunda. In qua L. Annaei Senecae Tragoediae cum Aduersariis recognitis, &c. …, online (das Titelblatt ist unvollständig kopiert).

  - Zweite Auflage: Petrus Billaine, Paris 1620, enthält alle drei Teile online, online (PDF; enthält alle drei Teile, jedoch lediglich für die pars tertia ein separates Titelblatt, das den Titel wie hier in der folgenden Literaturangabe angibt).
    - Syntagmatis Tragici pars ultima. Seu Nouus Commentarius in decem Tragœdias, quæ vulgò Senecæ ascribuntur. Petrus Billaine, Paris 1620, archive.org.
- Florida Mariana, sive de laudibus sacratissimae virginis Deiparae Panegyrici XIII. Ex officina Christoffel Plantijn, Antwerpen 1598, online.
- Disquisitionum magicarum libri sex in tres tomos partiti. Ex officina Gerardi Rivii, Lovanii 1599–1601.[9]
  - Martinus Delrius Societatis Jesu Presbyter, suarum Disquisitionum magicarum Tom. I. Lib. II. Quæstione XXI, in: Historia Admiranda, De Prodigiosa Apolloniae Schreierae, Virginis In Agro Bernensi, Inedia. A Paullo Lentulo Medicinae Doctore, Ac Illustris, Et Potentis Reipub. Bernensis Cive, ac Physico Ordinario; Tribus Narrationibus Comprehensa: Cui, Ab Eodem, Complurium Etiam Aliorum, De Eiusmodi Prodigiosis Inediis, Doctissimorum nec non Fide Dignissimorum Virorum Narrationes, & ingeniosissimae Commentationes adiunctae; Et Nunc Recens In Eorum Gratiam … in lucem editae sunt. Le Preux, Bern 1604, S. 147–149, online
  - Disquisitionum magicarum libri sex, quibus continetur accurata curiosarum artium & vanarum superstitionum confutatio, utilis theologis, jurisconsultis, medicis, philologis. Horatius Cardon, Lyon 1608, online.
  - Disquisitionum magicarum libri sex. Quibus continetur accurata curiosarum artium et vanarum superstitionum confutatio, utilis Theologis, Iurisconsultis, Medicis, Philologis. Petrus Henningius, Mainz 1617, online; dito – Internet Archive; dasselbe, 1624.
  - Disquisitionum magicarum libri sex. Köln 1617.
  - Französische Übersetzung: Les controverses et recherches magiques de Martin Delrio P. et Doct. de la Compagnie de Iesus. … Traduis et abregé du Latin par André Du Chesne Tourangeau. Jean Petit-Pas, Paris 1611, archive.org.
  - Englische Übersetzung: Martin del Rio, Investigations into Magic. Ed. P. G. Maxwell-Stuart. University Press, Manchester 2000, online.
- S. Orientii Episcopi Illiberitani Commonitorium. Nunc primàm typis excussum, emendatum & Notulis illustratum a Martino Delrio Societatis Jesu Presbytero. Joach. Trognaesius, Antwerpen 1600, archive.org.
  - Zweite Auflage: S. Orientii Episcopi Illiberitani Commonitorium. Iterum emendatum, ac Notis secundis illustratum a Martino Delrio Societatis Jesu Presbytero. Antwerpen 1604, archive.org.
- Martín Antonio Del Río: Comentarios de las alteraciones de los estados de Flandes, sucedidas después de la llegada del señor Don Juan de Austria a ellos, hasta su muerte. Madrid 1601.
  - Unveröffentlichte lateinische Version mit französischer Übersetzung: Mémoires de Martin Antoine del Rio sur les troubles des Pays-Bas durant l’administration de Don Juan d’Autriche, 1576–1578. Texte latin inédit, avec traduction française, notice et annotations par A. Delvigne. C. Muquardt, Bruxelles, Gand et Leipzig 1869–1871, 3 Bände, Tome premier – Internet Archive, Tome deuxième online, Tome troisième online
  - Deutsche Übersetzung: Die Chronik über Don Juan de Austria und den Krieg in den Niederlanden (1576–1578). La crónica sobre don Juan de Austria y la Guerra en los Países Bajos (1576–1578). Hrsg. von Miguel Ángel Echevarría Bacigalupe unter Mitarbeit von Friedrich Edelmayer. Oldenbourg, München 2003 (= Studien zur Geschichte und Kultur der Iberischen und Iberoamerikanischen Länder / Estudios sobre Historia y Cultura de los Países Ibéricos e Iberoamericanos, Band 8), ISBN 978-3-486-56750-2. – Rezension von: Glyn Redworth. In: sehepunkte, 5 (2005), Nr. 6 [15. Juni 2005], online
- In Canticum Canticorum Salomonis commentarius litteralis, et catena mystica. Adam Sartorius, Ingolstadt 1604, archive.org.
- Lucii Annaei Flori rerum romanarum libri quatuor. Cum notis et scholiis Eliae Veneti, Joann. Comitis, Justi Lipsii, et Jani Gruteri. Accessit Epitome Decadum XIV. Titi Livii. Cum notis Carol. Sigonii [et] Martini Delrii. St. Gervais, 1606.
- Vindiciae Areopagiticae Martini Delrio Societatis Iesu Sacerdotis & Theologiae Doctoris contra Iosephum Scaligerum Iulii F. Ex officina Christophori Plantini, apud Ioannem Moretum, Antverpiae [Antwerpen] 1607, onlinearchive.org.
- Commentarius litteralis in Threnos, id est, Lamentationes Ieremiæ Prophetæ. Sumptibus Horatii Cardon, Lugduni 1608, online, weiteres Exemplar online, archive.org
- Historia Belgica sive commentarius brevis rerum in Belgio gestarum sub tribus ejusdem gubernatoribus … Authore Rolando Mirteo. Sumptibus Ioannis Kinckij, Coloniae 1611, archive.org. – (Unter dem Pseudonym Rolandus Mirteus Onatinus, einem Anagramm seines Namens, veröffentlicht)
- Adagialia sacra Veteris et Novi Testamenti collectore ac interprete Martino del Rio. Editio quae non ante lucem vidit. Horatius Cardon, Lyon 1612, online
  - Adagialia sacra Veteris et Novi Testamenti collectore ac interprete Martino del Rio. Editio secunda et accurata. Horatius Cardon, Lyon 1614–1618, Pars secunda – Internet Archive, archive.org.
- Disquisitionum et Responsionum magicarum Libri Quatuor. In quibus de Magia naturalis, supernaturalis, Licita, Illicita, deque Daemonum aperta vel occulta interventione, pactis, conunetionibus, societate, maleficiis accurate dilucide pertractatur. Frankfurt am Main 1625.